# Cinara pinihabitans
Cinara pinihabitans är en insektsart som först beskrevs av Alexandre Mordvilko 1894. Enligt Catalogue of Life ingår Cinara pinihabitans i släktet Cinara och familjen långrörsbladlöss, men enligt Dyntaxa är tillhörigheten istället släktet Cinara och familjen barkbladlöss. Enligt den finländska rödlistan är arten sårbar i Finland. Arten är reproducerande i Sverige. Artens livsmiljö är torra och karga moar. Inga underarter finns listade i Catalogue of Life.